# VIVA World Cup 2006
VIVA World Cup 2006 pierwsza edycja mistrzostw świata w piłce nożnej dla drużyn nie zrzeszonych w FIFA. Turniej odbył się w dniach 20–24 listopada 2006 na stadionie Stade Gaby Robert w południowej części Francji – Oksytanii.
Do turnieju zgłosiły się 4 reprezentacje narodowe, ale z powodu problemów z wizami w turnieju nie wystartowała reprezentacja Kamerunu Południowego, tak więc ostatecznie w turnieju wystartowały trzy drużyny:
- Laponia
- Monako
- Oksytania

Drużyny rozgrywały mecze w grupie między sobą, dwie najlepsze drużyny z grupy zagrały w meczu finałowym. Drużyny z miejsc 3 i 4 rozegrały mecz o 3 miejsce.

## Wyniki

### Faza Grupowa
| lp. | zespół             | M | Z | R | P | bramki | pkt   |
| --- | ------------------ | - | - | - | - | ------ | ----- |
| 1.  | Laponia            | 3 | 3 | 0 | 0 | 24 : 0 | 9 pkt |
| 2.  | Monako             | 3 | 2 | 0 | 1 | 6 : 16 | 6 pkt |
| 3.  | Oksytania          | 3 | 1 | 0 | 2 | 5 : 10 | 3 pkt |
| 4.  | Kamerun Południowy | 3 | 0 | 0 | 3 | 0 : 9  | 0 pkt |

| 20 listopada 2006 13:30 CET | Monako | 3–0walkowernf-board rsssf | Kamerun Południowy | Stade Gaby Robert, Costebelle |
|                             |        |                           |                    |                               |

| 20 listopada 2006 15:15 CET | Oksytania | 0–7nf-board rsssf | Laponia · Tom Høgli Erik Lamøy Steffen Nystrøm Olav Råstad Torkild Nilsen Espen Bruer | Stade Gaby Robert, Costebelle |
|                             |           |                   |                                                                                       |                               |

| 21 listopada 2006 13:30 CET | Laponia | 3–0walkowernf-board rsssf | Kamerun Południowy | Stade Gaby Robert, Costebelle |
|                             |         |                           |                    |                               |

| 21 listopada 2006 15:15 CET | Oksytania b.d | 2–3nf-board rsssf | Monako b.d | Stade Gaby Robert, Costebelle |
|                             |               |                   |            |                               |

| 23 listopada 2006 13:30 CET | Oksytania | 3–0walkowernf-board rsssf | Kamerun Południowy | Stade Gaby Robert, Costebelle |
|                             |           |                           |                    |                               |

| 23 listopada 2006 15:15 CET | Laponia · Trond Olsen Steffen Nystrøm Magnus Andersen Olav Råstad Erik Lamøy Espen Bruer Tom Høgli Jonas Johansen | 14–0nf-board rsssf | Monako | Stade Gaby Robert, Costebelle |
|                             | |                    |        |                               |

## Faza finałowa

### Mecz o 3 miejsce
| 24 listopada 2006 13:30 CET | Oksytania | 3–0walkowernf-board rsssf | Kamerun Południowy | Stade Gaby Robert, Costebelle |
|                             |           |                           |                    |                               |

### Finał
| 24 listopada 2006 19:00 CET | Laponia · Erik Lamøy Tom Høgli Jonas Johansen Espen Bruer Torkild Nilsen Olav Råstad Trond Olsen Steffen Nystrøm Espen Minde Matti Eira Leif-Arne Brekke | 21–19–0nf-board rsssf | Monako b.d. | Stade Gaby Robert, Costebelle |
|                             | |                       |             |                               |

## Królowie strzelców
- Erik Lamøy, Steffen Nystrøm, Tom Høgli